# Walsertyska
Walsertyska (tyska: Walserdeutsch) och Wallisertyska (tyska: Walliserdeutsch, lokalt namn: Wallisertiitsch) är en grupp högalemanniska  dialekter som talas i Schweiz (Valais, Ticino och Graubünden), Italien (Piemonte och Aostadalen), Liechtenstein och Österrike (Vorarlberg).
Termerna Walser och Walliser har samma ursprung, men beskriver nu en geografisk (inte en lingvistisk) skillnad. Walliser är talarna i Övre Valais (den övre Rhônedalen), medan Walser är talarna på alla andra platser där språket talas, spridda över Alperna som en följd av en rad migrationer under den senare delen av medeltiden.
År 2004 talade 22 780 människor walsertyska, varav 10 000 bodde i Schweiz.